# Spider-Punk
Spider-Punk ou Punk-Aranha é um personagem fictício criado por Dan Slott e Olivier Coipel, fazendo parte dos quadrinhos da Marvel Comics. Ele é uma variação do multiverso do Homem-Aranha e de Hobie Brown, amigo de Peter Parker no universo 616, existindo na Terra 138.
Hobie estreou nos quadrinhos durante a saga do Spider-Verse e estrelou sua minissérie solo publicada inicialmente em 2022.

## Aparência
Essa versão do Homem-Aranha possui um visual bastante similar a sua contraparte original, porém usando uma jaqueta azul de mangas rasgadas e um tênis amarelo ao invés das clássicas botas vermelhas e azuis. Ele ainda possui espinhos nos ombros e na cabeça, remetendo ao visual punk do século 20. A ideia original de Olivier Copiel era que o personagem fosse uma representação do "Homem-Aranha britânico", mas a ideia foi rejeitada por Dan Slott, que ainda quis reaproveitar o visual do personagem e lhe dar uma "característica punk".

## Em outras mídias

### Cinema
Fez sua estreia nos cinemas no filme Spider-Man: Across the Spider-Verse, com a voz de Daniel Kaluuya.

### Séries
Hobie aparece na série animada Ultimate Spider-Man, no episódio "Retorno ao Aranha-Verso, Parte 4", sendo dublado por Drake Bell.

### Video-games
- Spider-Punk foi um personagem jogável no game Spider-Man Unlimited, lançado para mobile.
- Spider-Punk é um personagem jogável em MARVEL Strike Force, lançado para mobile.[5]
- O uniforme do Spider-Punk pode ser obtido em Spider-Man, lançado para PS4, Xbox One, PS5, Xbox Series X e PC.[6]